# 西山公园 (桂林)
西山公园（桂林）位于广西桂林市秀峰区（城西）丽君路西段、西山路东段，是桂林市第二大综合性公园（第一是七星公园）。

## 印象
整个公园被甲山路、西山路、环城北路环绕，占地面积87.89公顷，建筑面积5.86公顷，其中平地1.16公顷，水面4.70公顷，分西山、隐山、西湖三大部分，三者相连构成一个整体。

### 西山
西山部分由西峰、观音峰、龙头峰、千山组成，入口处有熊本馆、博物馆、大草坪（馆前）。西山在唐代就已被开发，当时其西庆林寺是唐代五大禅林之一，山上有佛龛90余座，千山、立鱼峰、观音峰、龙头石林一带有摩崖造像200多尊，还有一亭名西峰亭。

#### 观音峰
观音峰位于公园北部靠甲山路，海拔328米，相对高度178米，仅次于西峰，是摩崖造像的宝库，不远即是西峰亭。
峰底有石阶，沿着石阶走可以攀登到顶峰，石阶两旁有佛像数十龛，大约百余尊、最高的有2米，小的仅数十厘米。半山脊处有著名的毗卢舍那佛，据刻可知是唐调露元年(679)李实所造。
峰侧上的佛龛是天然石窟，壮观而且充满佛教色彩。

#### 西峰
西峰是西山的最高峰，在西山公园中部偏西，与观音、千山、立鱼组成连座峰林（西峰处峰林西部），是佛教文物胜地，也是观赏城西山水田畴、楼宇、云霞的好地方，沿着西峰前石阶可以到达峰前的龙头石林。
从远处看西峰，挺拨而且高耸，象一颗石柱插在诸峰之间，这里有桂林八景中的一景：“西峰夕照”。当快到黄昏时，夕阳西照在西峰上，撒在各峰的缝隙处，美丽又舒心。
西峰海拔357米，相对高度107米，东西长1600米，南北宽97米，山体面积82.25公顷。

#### 千山
千山位于连座峰林的东南处（也处西峰之东南），海拔357米，相对高度207米。千山林木丰茂，景色宜人，现有石阶连至峰顶，曲折清幽风景秀丽。
据宋张孝祥《千山观记》记载，千山里的千山观于唐贞观年间(627～649)始建，宋时又重建。观侧的石壁上刻的“千山观”三个大字是由广西经略安抚使张孝祥书写，静江府李曾伯刻。后来道观年久失修，只剩下遗址还能被辨认出来，观所处的地势高，视野宽阔。
千山里的碧桂山林是宋诗人方孝孺任广西提点刑狱修建的，前面的石上刻有这四个大字。

#### 桂林博物馆

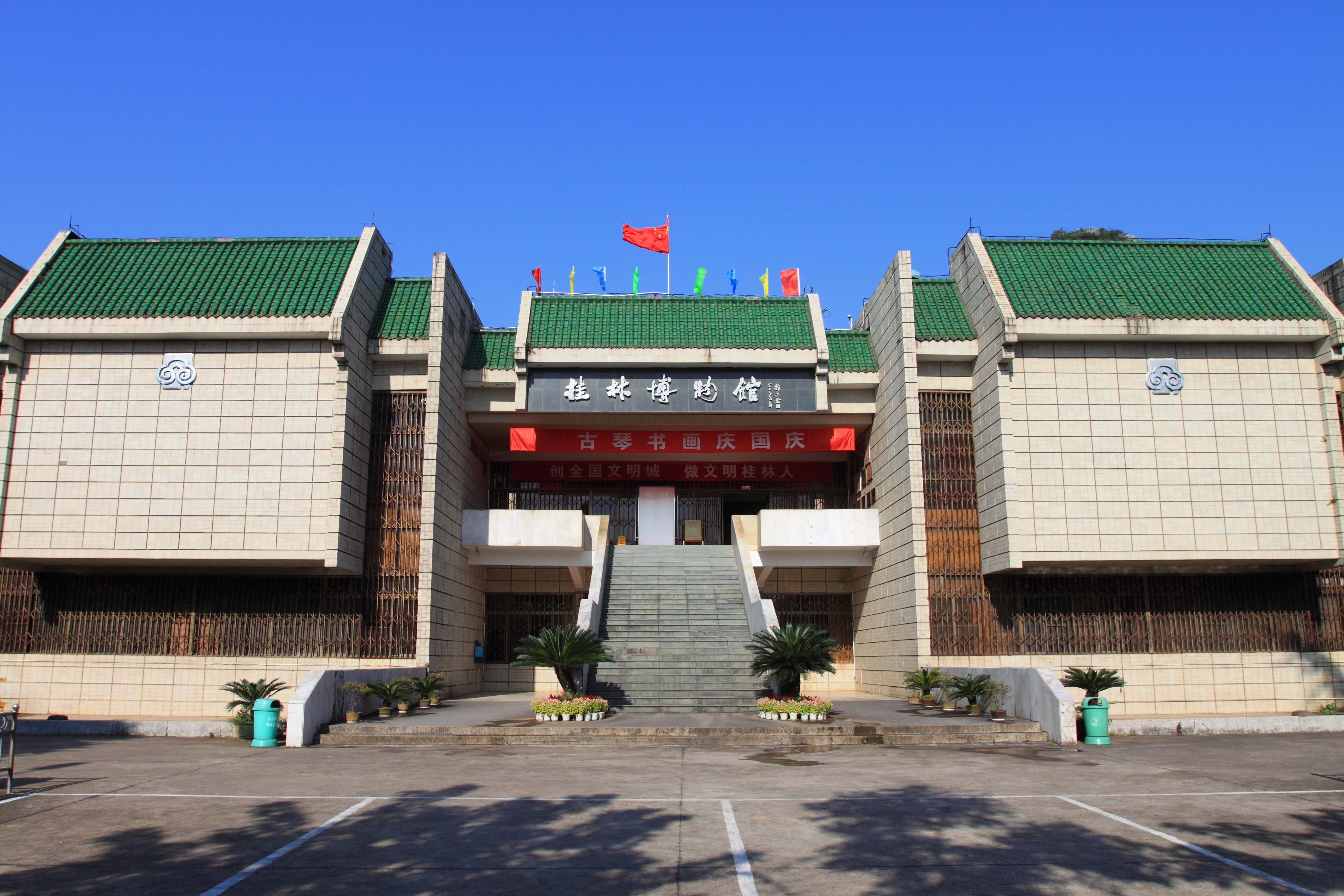
桂林博物馆正门

桂林博物馆位于市区西山公园入口处，是一座以桂林历史文化为主要内容的地方性博物馆。馆内设有序厅、报告厅、接待厅、资料情报室、文物库房和八个展厅。
展厅分别设“桂林历史文物陈列”，广西少数民族风俗陈列”，“国际友人礼品陈列”、“明清瓷器陈列”等。馆藏文物总计21500件，大部分为广西和桂林出土的文物。博物馆经常举办各种艺术作品展览，此外还常组织当地学生参观。
博物馆占地面积9000平方米，建筑面积8500平方米，于1963年开始筹备，1986年兴建，1988年6月竣工，同年12月开馆。

#### 桂林熊本馆
桂林熊本馆在博物馆前，设有常展厅，特殊展厅、纪念庭园。常设展厅里设置日本八叠室、茶道室，此外还展出介绍熊本的照片和传统工艺品，特殊展厅用于举办两市各种交流展出活动。因为桂林与日本熊本是友谊城市，特建此馆。
建筑属于日本民居式建筑风格，庭园体现了熊本居民的生活习俗和情趣。
桂林熊本馆建筑面积947.2平方米，纪念庭园1200平方米，于1990年10月建成开馆。

#### 巴布什金墓

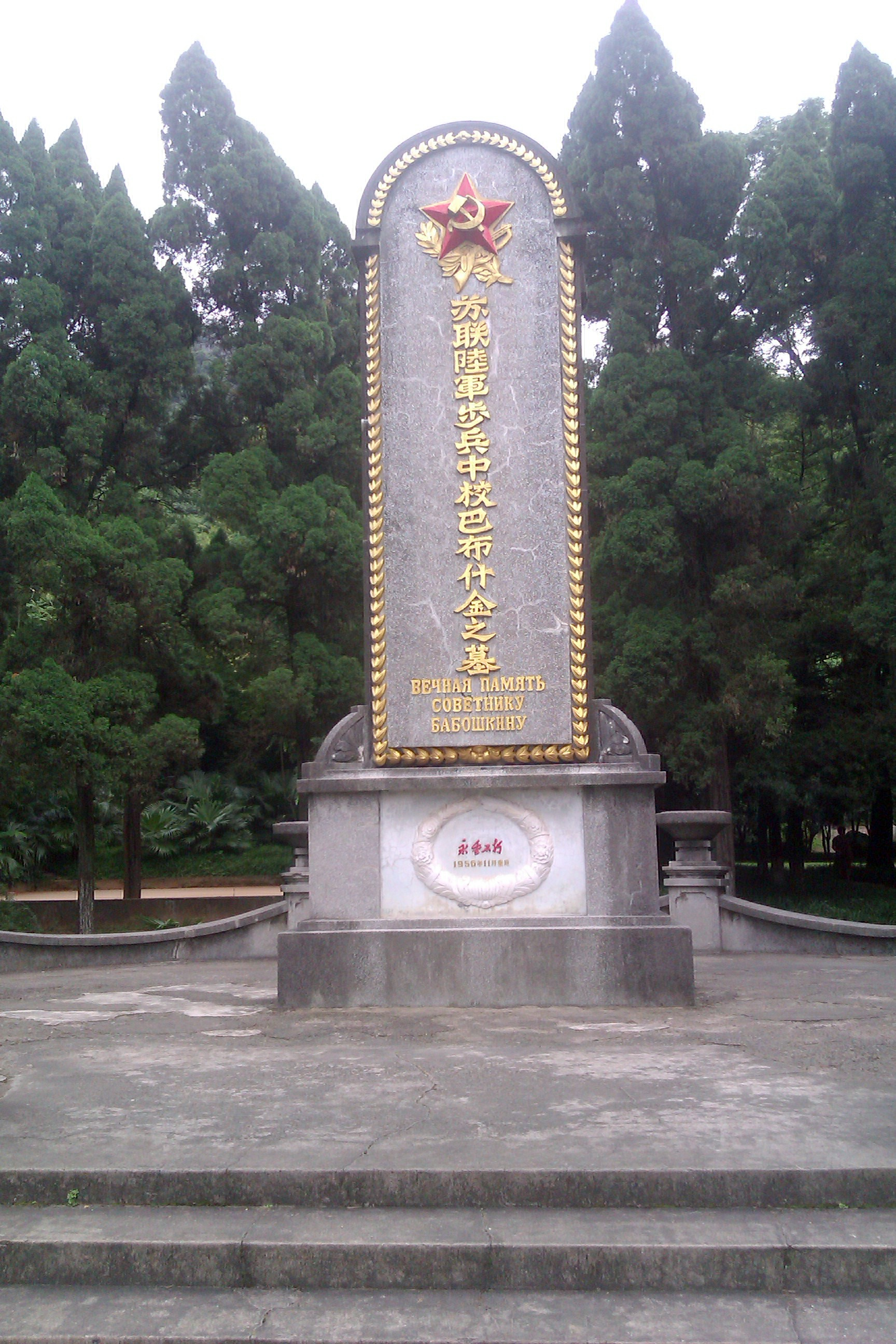
苏军中校巴布什金墓

巴布什金墓在西山公园立鱼峰南麓。墓园椭圆形，面积约300平方米。墓冢塔式，混凝土结构外敷红石米。塔正面凸刻“苏联陆军步兵中校巴布什金之墓”。

### 隐山
隐山位于公园东部，有六洞（称隐山六洞）、华盖庵、朝阳亭、庆云亭；
早在明清以前西山东南麓就有一片占地700亩的西湖，湖中有一座小山若隐若现，此山即是隐山。
后来由于西湖没有进行疏通，于是被淹没。

### 西湖
西湖中的小山即为隐山，隐山与西山之间为西湖，有桥通连。

### 特点
整个公园历史、文化、景观交融，加上现代建筑的点缀更现综合公园的魅力。公园内空气清新，游客常流连于此，乐此不疲。

## 历史
唐代，西山曾为佛门圣地，是当时南方五大禅林之一，山上建有西庆林寺（又名延龄寺、西峰寺），当时这里殿宇辉煌，星罗棋布。
宋代，西山建有资庆寺、千山观。
明清时期隐山就已得名。

## 意义
桂林第二大的综合性公园，园内的熊本馆象征着两市（中国桂林与日本熊本）人民的友谊。